# Walter Modick
Walter Modick (* 24. September 1951 in Bellenberg) ist ein ehemaliger deutscher Fußballtorhüter und -trainer. Er absolvierte 168 Zweitligaspiele und war später hauptsächlich im Amateurbereich als Trainer tätig.

## Karriere

### Spieler
Modick begann beim ortsansässigen Fußballverein in Bellenberg im schwäbischen Landkreis Neu-Ulm, mit dem Fußballspielen, ehe er zur TSG Ulm 1846 wechselte. Nach der Fusion mit dem 1. SSV Ulm zum SSV Ulm 1846 im Mai 1970 gehörte er dem neuen Verein in der 1. Amateurliga an, der seinerzeit dritthöchsten Spielklasse. 1971 wechselte er zum Ligakonkurrenten FC Memmingen.
In der Saison 1973/74 gehörte er dem Kader des FC Bayern München an, welcher in dieser Spielzeit die deutsche Meisterschaft und den Europapokal der Landesmeister gewann. An Nationaltorhüter Sepp Maier kam Modick allerdings nicht vorbei und blieb im Saisonverlauf ohne Pflichtspieleinsatz. Immerhin lief er für den Verein beim traditionellen Spiel des SSV Ulm 1846 gegen einen hochklassigen Gegner am Schwörmontag auf, Szenen des 9:1-Erfolgs der Bayern gegen seinen ehemaligen Verein flossen in den Film Libero mit Franz Beckenbauer ein.
Nach nur einem Jahr in München wechselte Modick im Sommer 1974 zum Zweitligisten FC Augsburg, für den er von 1974 bis 1977 72 Spiele bestritt. Sein Profi-Debüt gab er am 3. August 1974 (1. Spieltag) beim 2:0-Sieg im Heimspiel gegen den 1. FC Nürnberg. Im Duell mit Hans Hauser um den Stammplatz zwischen den Pfosten bestritt er 27 der 38 Saisonspiele. In der Folgesaison bestritt er – mittlerweile Stammspieler – 31 von 38 und in seiner dritten Saison allerdings nur noch 14 Zweitligaspiele.
1977 wechselte Modick zum Drittligisten FV Biberach, mit dem er am Ende der Saison 1977/78 als Zweiter der Meisterschaft hinter dem SSV Reutlingen 05 sich für die deutsche Amateurmeisterschaft 1978 sowie die Oberliga Baden-Württemberg qualifizierte. In der Oberliga-Spielzeit erreichte er mit der Mannschaft mit einem Punkt Vorsprung auf den vom SV Neckargerach belegten obersten Abstiegsplatz den Klassenerhalt.
Im Folgejahr wechselte Modick in die 2. Bundesliga Süd, in der er sich seinem vormaligen Klub SSV Ulm 1846 anschloss. Beim Zweitligaaufsteiger verdrängte er Stammtorhüter Alexander Pietsch. Nach zwei Spielzeiten folgte der Abstieg und umgehend der sofortige Aufstieg. Nach einer erneuten Zweitligasaison – Modick bestritt für den SSV Ulm 1846 insgesamt 96 Zweitligaspiele – beendete er 1984 seine aktive Fußballer-Karriere.
Modick gehörte außerdem der Auswahl des Württembergischen Landesverbandes an, die 1979 in Villingen mit 2:1 gegen die Auswahl des Berliner Verbandes den Länderpokal der Amateure gewann.

### Trainer
Von April bis Juni 1985 betreute Modick den Zweitligisten SSV Ulm 1846 als Interimstrainer für die letzten Saisonspiele; in der Folgespielzeit übernahm Werner Nickel die Verantwortung. Im Januar 1986 kehrte Modick zum FV Biberach zurück, der sich im Abstiegskampf in der Oberliga Baden-Württemberg befand.
Des Weiteren stand er u. a. beim württembergischen Verbandsligisten SpVgg Au/Iller, beim Bayernligisten FC Gundelfingen und beim württembergischen Oberligisten VfR Aalen unter Vertrag. Letzteren führte er 1999 in die Regionalliga Süd. Zuletzt, bis 2004, trainierte er die A-Jugend des SSV Ulm 1846, die er an Hermann Badstuber übergab.

## Erfolge/Auszeichnung

### Spieler
- Deutscher Meister 1974 (mit dem FC Bayern München; ohne Einsatz)
- Europapokalsieger der Landesmeister 1974 (mit dem FC Bayern München; ohne Einsatz)
- Länderpokal-Sieger 1979 (mit dem Landesverband Württemberg)
- Meister der Oberliga Baden-Württemberg 1979 (mit dem SSV Ulm 1846)
- Jahrhunderttorwart des FC Memmingen 2007

### Trainer
- Aufstieg in die Regionalliga Süd 1999 (mit dem VfR Aalen)

## Sonstiges
Modick arbeitet hauptberuflich als Lehrer an der Uli-Wieland-Hauptschule in Vöhringen.